# Jan van Cuijk (Culemborg)
Jan van Cuijk (vermoedelijk kort voor 1390 - tussen 11 november 1451 en 15 juli 1455) was een zoon van Wenemar van Cuijk. Wenemar’s andere zoon Jan VI van Cuijk wordt in de oorkonden aangeduid als 'oudste' of 'wettige' zoon. Dit wijst er op dat hij ook een jongere zoon had, die ook de naam Jan droeg. Dit vermoeden wordt bevestigd door Jan van Boendale in zijn Brabantse Yeesten, die aanvankelijk schrijft dat deze andere Jan een natuurlijke zoon is, maar hem verder als een jonge zoon aanduidt.  Mogelijks is de tweede zoon Jan geboren uit een tweede huwelijk van Wenemar met een verder onbekende vrouw.
Jan van Cuijk verbleef aan het hof van de hertog van Gelre, zeker sinds het huwelijk van zijn zuster Johanna van Cuijk met Willem van Gelre. Hij bleef daar tot 1411 en wordt vermeld als korenmeester. Hij behoorde tot het ‘huysgesinde’ van de hertog.
Later bouwde hij een carrière uit in Culemborg. Hij was er gasthuismeester van het Sint-Pietersgasthuis, schepen en burgemeester.
Jan van Cuijk had een zoon, Jan jr., uit zijn eerste huwelijk met een onbekende vrouw uit de van Arkel familie. Hij huwde nadien met Gerarda Hermansdr. Doys (of Deys) van Leeuwen. Uit dat huwelijk zijn geen kinderen bekend.